# 不飽和度
不飽和度（ふほうわど、Degree of unsaturation）または、水素不足指数（すいそふそくしすう、Index of hydrogen deficiency、IHD）の公式は、有機化合物の化学構造を描く補助に用いられる。値は分子の水素数の減少に伴って変化し、二重結合（E）の不飽和度は1、三重結合（Y）では2、環構造（R）では1となる。公式から得られるのは環構造、二重結合、三重結合の正確な数ではなく、環構造と二重結合の数、三重結合の数の2倍数の合計値である。したがって、最終的な構造決定はNMRスペクトル、MSスペクトル、そしてIRスペクトルの調査によって行われる。不飽和度の公式は、
{\displaystyle {\frac {2C+2-H-X+N}{2}}}
で、Cは炭素原子の数、Hは水素原子の数、Xはハロゲン原子の数、Nは窒素原子の数である。酸素や硫黄のような第16族元素の数はカウントしない（ただし、ヒドロキシ基のような酸素原子に結合した水素はカウントする）。ハロゲン原子（F、Cl、Br、I）は、水素とみなして計算する。